# 第1常設NATO海洋グループ
第1常設北大西洋条約機構海洋グループ（だい1じょうせつきたたいせいようじょうやくきこうかいようグループ、英語：Standing NATO Maritime Group 1、略称：SNMG1）は、北大西洋条約機構内で編成されているNATO即応部隊における常設化された海軍部隊の一つ。2005年1月1日に編成される。

## 歴史
部隊の起源は1960年にNATO対潜任務群の創設が提唱されたことに始まる。1965年前半にカナダ、オランダ、イギリスおよびアメリカ合衆国がこの提案に沿って各国ごと1隻を供出して約5箇月間拘束される演習「マッチメーカーI（MATCHMAKER I）」が実施され、その成功が確認されたため1966年と1967年にそれぞれマッチメーカーII演習とマッチメーカーIII演習が実施された。
マッチメーカー演習の成功を受けて、1967年12月中旬に北大西洋理事会防衛計画委員会にて大西洋常設海軍部隊（STANAVFORLANT）の編成が承認される。まもなく部隊はイギリスのポートランドで編成式が挙行され、大西洋連合軍最高司令官の作戦統制下におかれる。2003年に指揮権は解除されている。
NATOの再編成の一環として、2005年1月1日に第1常設NATO即応部隊海洋グループ（SNMG1）に改称され、さらに第1常設NATO海洋グループに改称される。
2007年9月、アフリカ一周航海の終盤でスエズ運河通過目前であったが、紅海のイエメン沖にあるジュベル・アッテア島の火山噴火で、部隊は救援活動を実施していたイエメン沿岸警備隊を援助する。2009年以降はソマリア沖の海賊対策のためにNATOはオーシャン・シールド作戦を発動し、部隊はこれに参加してソマリア沖・アデン湾に展開している。

## 任務と編成
グループはNATO即応部隊の構成部隊として、平時に置いては主に東部大西洋で演習を実施し、作戦連合軍の指揮統制下でノースウッド海軍部隊司令部の直接指揮下におかれている。
第1常設NATO海洋グループはカナダ、ドイツ連邦共和国、オランダ王国、イギリスおよびアメリカ合衆国から常設基盤として各1隻ずつ戦闘艦艇が拠出され、常設基盤の部分は4隻から6隻の駆逐艦やフリゲートで編成される。これにベルギー王国、デンマーク王国、ノルウェー王国、ポーランド共和国、ポルトガル共和国およびスペイン王国から周期的に艦艇が供出されている。部隊運用についてはグループ全体として訓練を実施し、現在のNATO海洋手続き、戦術および有効性の確認を提供する。
各艦艇のローテーション原則については通常最高6箇月間参加する。国家単位で同一艦艇の供出が継続する事態を軽減させるため、全艦艇が一斉に交代することは無い。部隊指揮官は参加国間で交代で輪番し、部隊指揮官と幕僚は1年間指定される。2010年1月25日からデンマーク海軍のクリスチャン・ルーン海軍大佐（Christian Rune）が「L17 エスベアン・スナーレ」に座乗して部隊指揮官に着任している。
2010年2月時点での参加艦艇は以下のとおり。
- 「L17 エスベアン・スナーレ（HDMS Esbern Snare）」（デンマーク、指揮艦）
- 「FFG-59 カウフマン（USS Kauffman）」（アメリカ合衆国）
- 「F236 モントローズ（HMS Montrose）」（イギリス）

2011年2月時点での参加艦艇は以下のとおり。
- 「A5326 エトナ（MM Etna）」（イタリア、指揮艦）
- 「F214 リューベック（FGS Lübeck）」（ドイツ）
- 「A53 オカー（FGS Oker）」（ドイツ）